# Maserati Ghibli III
Pour les articles homonymes, voir Maserati Ghibli.
La Maserati Ghibli III est une berline produite par le constructeur automobile italien Maserati. Elle est présentée en avril 2013 lors du salon de Shanghai. Il s'agit de la première berline Maserati de taille inférieure à la Maserati Quattroporte et équipée d'un moteur diesel. Elle est produite dans la nouvelle usine italienne FCA Grugliasco - G. Agnelli dans la banlieue de Turin, ancienne usine du carrossier Bertone rachetée par le groupe Fiat Auto en 2009 et entièrement réaménagée.

## Présentation
Le nom Ghibli a déjà été utilisé par Maserati pour un coupé deux portes à quatre places produit successivement : Maserati Ghibli I entre 1967 et 1973 et Maserati Ghibli II sur une base Biturbo de 1992 à 1996. Contrairement aux 2 modèles précédents qui étaient des modèles GT à 2 portes, cette dernière est une berline à 4 portes offrant un grand habitacle pouvant accueillir cinq personnes.
Ce nouveau modèle répond à la volonté du patron du groupe Fiat de créer un pôle de voitures de luxe sous la direction de Maserati pour renforcer la présence du groupe italien dans le monde et notamment sur les nouveaux marchés mondiaux - particulièrement la Chine -, mais surtout concurrencer les modèles allemands. L’objectif fixé est de 25 000 exemplaires par an à partir de 2015.
En octobre 2023, le groupe Stellantis ferme l'usine Stellantis de Mirafiori et cesse la production de la Ghibli pendant 2 semaines en raison de l'insuffisance des ventes du modèle.

### Phase 2
En 2017, au salon de Chengdu en Chine (21 au 30 septembre), la Ghibli est restylée et adopte une version grand luxe baptisée Ghibli GranLusso.
Les principales modifications concernent des mises à jour technologiques dont de nouveaux systèmes d'assistance. À l'extérieur, la calandre et le bouclier se parent de chrome, les optiques adoptent des feux de jour à LED, la partie basse est redessinée et le bouclier arrière adopte un extracteur. La Maserati Ghibli GranLusso adopte la conduite semi-autonome. Les motorisations n'évoluent pas par rapport à la Phase 1. On retrouve les V6 essence et diesel en différentes puissances.

## Caractéristiques

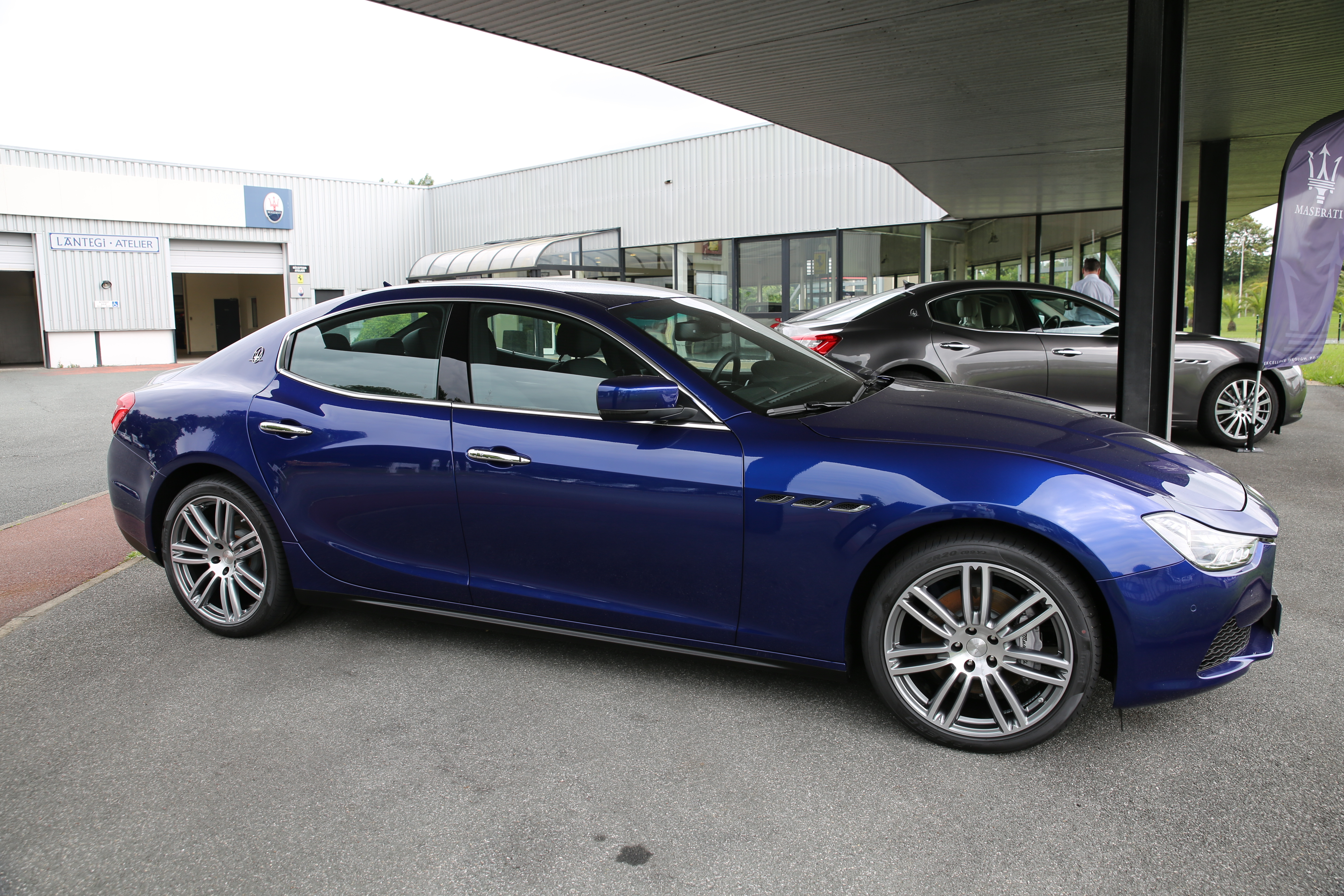
Deux Maserati Ghibli III.

Sur le plan esthétique, style - équilibre des volumes et ergonomie, la voiture a un caractère plus agressif que sa grande sœur la Quattroporte VI (2013) dont elle dérive directement. L'habitacle est un peu plus compact et presque plus équilibré, un peu comme la Quattroporte V de 2003.
La planche de bord, bi-teinte, offre une caractéristique sportive dans le style typique Maserati. Elle est entièrement revêtue de cuir. L'instrumentation est disposée sur trois niveaux, derrière de volant et une grande partie des commandes secondaires est regroupée sur le grand écran central tactile de 8,4 pouces. En dessous se trouvent les commandes de la climatisation tri-zône et celles dédiées au comportement routier avec le choix entre 5 types : Auto normal, Auto sport, Manuel normal, Manuel sport et I.C.E. (Increased Control & Efficiency).

### Technique
La Ghibli repose sur le châssis entièrement nouveau de la Quattroporte VI de 2013. Ce châssis a été raccourci de 17 cm dans son empattement et la longueur totale de la voiture réduite de 29 cm par rapport à la Quattroporte, la largeur est restée identique. La Ghibli partage également un moteur avec sa grande sœur, le V6 essence à 60° de 2 979 cm3, biturbo à injection directe qui développe 410 ch (301 kW) sur la plupart des marchés mondiaux et 330 ch (243 kW) pour le seul marché chinois. Ce moteur est le fruit d'une étude menée conjointement par les ingénieurs de Maserati et de Ferrari. Il est produit par Ferrari dans son usine de Maranello. La Ghibli est la première voiture dans l'histoire de Maserati à monter un moteur Diesel. Il s'agit d'un moteur V6 turbo de 2 987 cm3 de cylindrée, doté de la dernière technologie MultiJet II. Ce moteur dérive du VM 3.0 24v adapté spécialement pour la Ghibli par la division moteurs Maserati pour obtenir une puissance de 275 ch / 202 kW. Son développement a été assuré par VM Motori et FPT. Il est disponible, selon la fiscalité appliquée dans les différents pays avec 2 puissances : 250 ou 275ch.
Tous les modèles sont équipés d'une boîte de vitesses automatique ZF à 8 rapports. C'est une propulsion ou intégrale (Q4, même dénomination que pour les modèles Alfa Romeo).

### La version hybride MY 2021

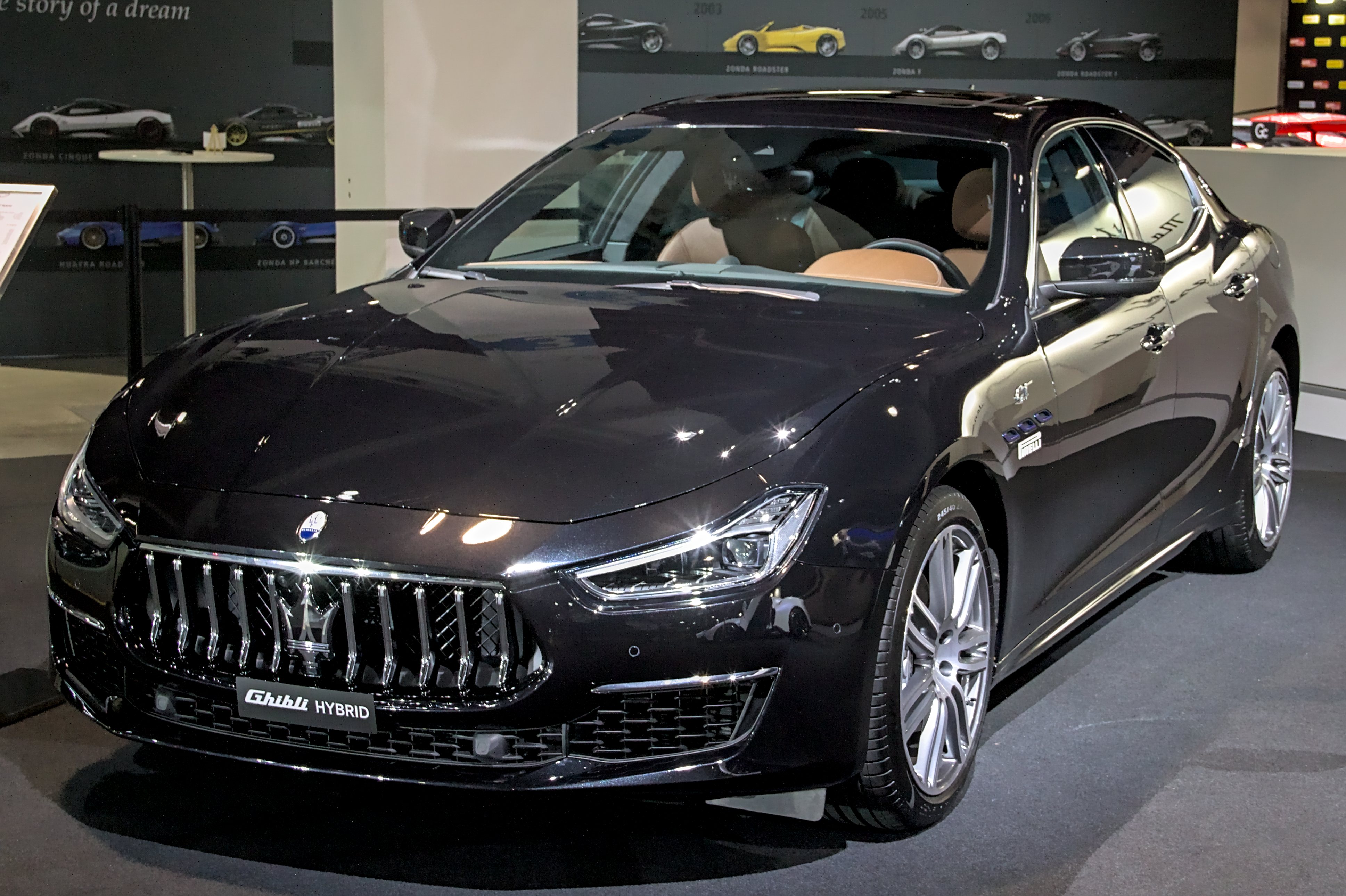
Maserati Ghibli Hybrid.

Le constructeur de Modène lance la version hybride le 16 juillet 2020. Sous le capot de l'une des premières Maserati électrifiées, un quatre cylindres 2.0 turbo dérivé de celui de l'Alfa Romeo Giulia Veloce retravaillé, associé à une partie électrique en 48 volts avec un alterno-démarreur entraîné par courroie (et non un moteur électrique intercalé au niveau de la transmission), un e-Booster et une batterie installée sous le coffre. Un bloc toutefois largement remanié par Maserati : « le système de commande électronique du moteur est également complètement différent, avec un passage à un calculateur Bosch de nouvelle génération. En pratique, il ne reste du moteur d'origine que les dimensions et une partie de la culasse : il a été transformé, à Termoli, en un véritable moteur Maserati ». (NDR : Maserati n’est pas le premier constructeur de ce type de véhicule sportif très haut de gamme à pratiquer le downsizing. Porsche s’y est déjà rallié avec la gamme Boxster-Cayman avec la même technologie d’hybridation légère.) Au début du mois de septembre 2020, la firme au Trident lèvera le voile sur sa "supercar", héritière de la MC12, la MC20, qui sera disponible avec un moteur V6 essence révolutionnaire de 630 chevaux avec, en série, un système à préchambre de combustion, mais également avec une motorisation 100 % électrique.
L'ensemble revendique 330 ch à un peu plus de 5 700 tr/min et 450 N m de couple maximal, tout de même haut perché (4 000 tr/min). Le 0 à 100 km/h est abattu en 5,5 s sur cette Ghibli dont les rejets de CO2 sont pour l'instant en cours d'homologation, mais situés autour de 192 g/km de CO2 sur cycle WLTP, probablement selon les versions. Des rejets assez élevés qui se justifient par deux paramètres : l'absence de vraie hybridation, et le poids de la Ghibli hybride, homologué à 1 750 kg,.

### Motorisations
| Modèle        | Moteur      | Cylindrée cm3 | Alimentation         | Puissance kW (ch) à tr/min | Couple N m à tr/min | Boîte/ Nb rapports         | Freins (av./arr.) | Poids à vide (kg) | Vitesse maxi km/h | Accélération 0–100 km/h | Consommation moy. (l/100 km) | Émissions CO2 (g/km) | Années de production |
| ------------- | ----------- | ------------- | -------------------- | -------------------------- | ------------------- | -------------------------- | ----------------- | ----------------- | ----------------- | ----------------------- | ---------------------------- | -------------------- | -------------------- |
| Ghibli Hybrid | 4 cylindres | 1 995         | Essence + électrique | 243 (330)                  | 450                 | Automatique séquentielle 8 | disques ventilés  | 1 750             | 255               | 5 s 7                   | 7,9                          | 192                  | 2020-                |
| Ghibli        | V6          | 2.979         | Essence              | 243 (330) à 5 000          | 500 à 4 500         | Automatique séquentielle 8 | disques ventilés  | 1.810             | 263               | 5 s 6                   | 9,6                          | 223                  | 2013-2016            |
| Ghibli        | V6          | 2.979         | Essence              | 257 (350) à 5 500          | 500 à 4 500         | Automatique séquentielle 8 | disques ventilés  | 1.810             | 267               | 5 s 5                   | 9,5                          | 223                  | 2017-                |
| Ghibli S      | V6          | 2.979         | Essence              | 301 (410) à 5 500          | 550 à 4 500         | Automatique séquentielle 8 | disques ventilés  | 1.810             | 285               | 5 s 0                   | 10,4                         | 242                  | 2013-2018            |
| Ghibli S      | V6          | 2.979         | Essence              | 316 (430) à 5 500          | 580 à 4 500         | Automatique séquentielle 8 | disques ventilés  | 1.810             | 286               | 4 s 9                   | 10,3                         | 242                  | 2018-                |
| Ghibli S Q4   | V6          | 2.979         | Essence              | 301 (410) à 5 500          | 550 à 4 500         | Automatique séquentielle 8 | disques ventilés  | 1.870             | 285               | 4 s 8                   | 10,5                         | 246                  | 2013-2018            |
| Ghibli S Q4   | V6          | 2.979         | Essence              | 316 (430)/5 500            | 580 à 4 500         | Automatique séquentielle 8 | disques ventilés  | 1.870             | 286               | 4 s 7                   | 10,4                         | 246                  | 2018-                |
| Ghibli D 250  | V6          | 2 987         | Diesel VM            | 184 (250) à 4 000          | 570 à 2 000         | Automatique séquentielle 8 | disques ventilés  | 1.835             | 240               | 6 s 7                   | 5,9                          | 158                  | 2013-2021            |
| Ghibli D 275  | V6          | 2 987         | Diesel VM            | 202 (275) à 4 000          | 570 à 2 000         | Automatique séquentielle 8 | disques ventilés  | 1.835             | 250               | 6 s 3                   | 5,9                          | 158                  | 2013-2021            |

## Finitions

### Séries spéciales
- Ribelle. Elle est présentée au Mondial Paris Motor Show 2018.
- Royale (2020)[7]
- MC Edition (2022) : Trofeo + coloris Giallo Corse ou Blu Vittoria, jantes noires de 21 pouces, étriers de freins bleus, inserts à l'intérieur en fibre de carbone de couleur bleue, surpiqûres bleues avec sellerie en cuir noir naturel Nero Pienofiore, toit ouvrant électrique, système audio Bowers & Wilkins Surround, pack d'assistance au conducteur[8]
- F Tributo (2022)[9]